# 1893
1893. је била проста година.

## Догађаји

### Март
- 4. март — Гровер Кливленд је инаугурисан за 24. председника САД.

### Јул
- 25. јул — Званично је отворен Коринтски канал који спаја Коринтски залив и Егејско море.

### Октобар
- 15. октобар — отворена је основна школа у Сирчи

## Рођења

### Јануар
- 12. јануар — Херман Геринг, немачки пилот и политичар
- 12. јануар — Алфред Розенберг, немачки политичар и расистички теоретичар

### Април
- 15. април — Павле Карађорђевић, кнез из династије Карађорђевић (†1976).
- 20. април — Харолд Лојд, амерички глумац
- 27. април — Драгољуб Михаиловић, армијски генерал и Начелник штаба Југословенске војске у Отаџбини.(†1946).
- 29. април — Харолд Клејтон Јури, амерички физикални хемичар
- 30. април — Јоахим фон Рибентроп, немачки политичар

### Мај
- 3. мај — Константин Гамсахурдија, грузински писац и јавна личност

### Јун
- 4. јун — Арманд Калинеску, румунски политичар

### Август
- 17. август — Меј Вест, америчка глумица. (†1980).

### Септембар
- 7. септембар — Лесли Хор-Белиша, британски политичар
- 14. септембар — Лилијан Гиш, америчка глумица
- 26. септембар — Милош Црњански српски писац

## Смрти

### Јануар
- 17. јануар — Радерфорд Б. Хејз, 19. председник САД.

### Август
- 6. новембар — Петар Чајковски, руски композитор
- 14. новембар — Милан Кујунџић Абердар, српски филозоф, политичар, песник, министар и академик САНУ-а.